# Dracula pusilla
Dracula pusilla là một loài lan.